# انحراف رودخانه
انحراف رودخانه، گرفتن جریان، ضبط رودخانه، دزدی دریایی رودخانه یا دزدی دریایی (به انگلیسی: Stream capture) یک پدیده ژئومورفولوژیکی است که زمانی رخ می‌دهد که یک نهر یا سیستم زهکشی رودخانه یا حوضه آبخیز از بستر خود منحرف شده و به جای آن از بستر رودخانه همسایه جاری شود. این ممکن است به دلایل مختلفی رخ دهد، از جمله:
- حرکات زمین‌ساختی زمین، جایی که شیب زمین تغییر می‌کند و جریان از مسیر پیشین خود منحرف می‌شود.
- سدسازی طبیعی، مانند زمین‌لغزش یا یخسار
- فرسایش، یا
  - فرسایش سربالایی از یک دره نهر به سوی بالا به دیگری، یا
  - فرسایش کناری یک پیچ و خم از طریق زمین بالاتر که نهرهای کناری را تقسیم می‌کند.
  - در منطقه‌ای از توپوگرافی کارست، جایی که نهرها ممکن است غرق شوند، یا در زیرزمین جاری شوند (یک نهر در حال غرق شدن یا از دست دادن) و سپس دوباره در یک دره نهر نزدیک پدیدار شوند.
- عقب‌نشینی یخچالی

## سازوکار دربرگرفتن
- برآمدگی تکتونیکی
- سدسازی یخچالی